# 厳州 (広西)
厳州（嚴州、げんしゅう）は、中国にかつて存在した州。唐代から北宋初年にかけて、現在の広西チワン族自治区の合山市と来賓市にまたがる地域に設置された。

## 概要
666年（乾封元年）、唐が生獠を帰順させると、厳州と3県が置かれた。742年（天宝元年）、厳州は修徳郡と改称された。758年（乾元元年）、修徳郡は厳州の称にもどされた。厳州は嶺南道の邕管十州に属し、来賓・循徳・帰化の3県を管轄した。
974年（開宝7年）、北宋により厳州は廃止され、象州に編入された。